# Сфирена
Сфирена, или барракуда, или мелкочешуйная сфирена, или европейская сфирена (лат. Sphyraena sphyraena), — вид лучепёрых рыб из семейства барракудовых (Sphyraenidae). Широко распространены в тропических, субтропических и тёплых умеренных водах Атлантического океана, включая Средиземное и Чёрное моря.

## Описание
Тело удлиненное, закруглённое, слегка сжатое с боков, покрыто мелкой циклоидной чешуей. Голова большая, с длинным приостренным рылом. Рот большой. Нижняя челюсть выступает вперёд. На конце нижней челюсти есть выраженный мясистый нарост. Окончание верхней челюсти не доходит до вертикали, проходящей через передний край орбиты глаза. С каждой стороны в передней части нижней челюсти имеется по одному, а на верхней челюсти по два, на небных костях по 3-4 острых, сжатых с боков и направленных назад клыков. Позади клыков имеется ещё по одному ряду достаточно крупных зубов на нижнечелюстных и очень мелких на верхнечелюстной костях. Боковая линия непрерывная, прямая, проходит почти по середине тела, в ней 120—150 чешуй; в задней части тела образует хорошо развитый киль.
Максимальная длина тела 165 см, обычно до 60 см.
Верхняя часть головы и туловища от интенсивного зелёного, буровато-синеватого до сталистого-коричневатого цвета, часто с пурпурным отливом. Бока тела серовато-серебристые, брюхо молочно-белое. На боках выше боковой линии довольно многочисленные поперечные чёрные полосы (у молоди до 22 скошенных чёрных полосок). Второй спинной, анальный и хвостовой плавники от фиолетового до чёрного цвета с беловатыми вершинами, парные плавники серовато-желтоватые.

## Ареал

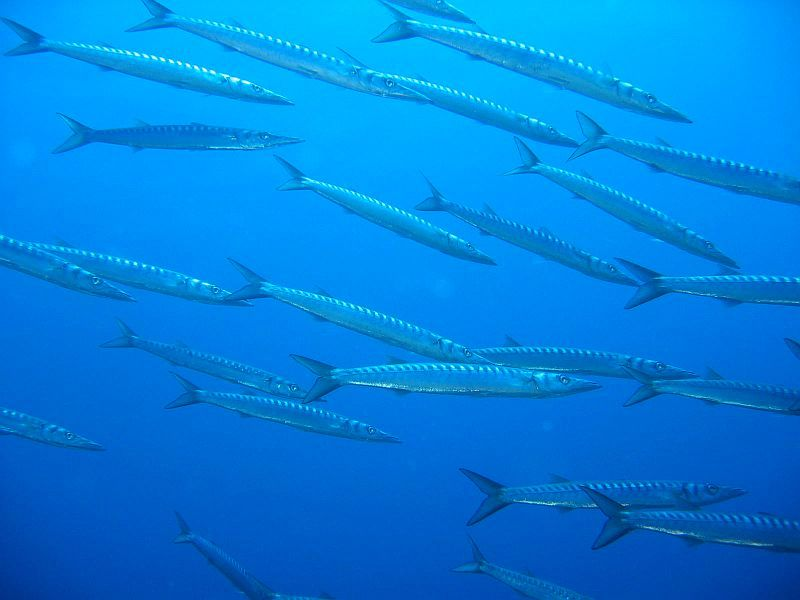
Стая рыб

Сфирена распространена в восточной Атлантике от Бискайского залива до Намибе (Ангола), а также в Средиземном и Чёрном морях, у Мадейры, Канарских и Азорских островов; в западной Атлантике у Бермуд и Бразилии.
Вид отмечался у крымских берегов (Балаклава 1905 год — 1 особь; Севастополь 1950 год — 1 особь) и в северо-западной части Чёрного моря (в 1945—1946 годах неоднократно встречался в районе Одессы). В 2007 году 2 особи этой рыбы снова поймали в районе Севастополя (на выходе из Стрелецкой бухты и в Балаклавской бухте).

## Биология
Морская пелагически-придонная хищная рыба. Часто держится в приповерхностных слоях воды или вблизи от них, но встречается и на глубинах до 100 м. Крупные особи живут поодиночке, мелкие и молодь иногда объединяются в небольшие стаи. Предпочитает места с большими камнями и скалами, часто встречается и на открытых участках моря. Размножение в летнее время, икра пелагическая. Питается главным образом различными стайная рыбами, которых активно преследует или охотится из засады. Иногда в охоте участвуют несколько особей. В питании отмечены также головоногие и ракообразные.